# Junction (Texas)
Junction és una població dels Estats Units a l'estat de Texas. Segons el cens del 2000 tenia 2.618 habitants.

## Demografia
Segons el cens del 2000, Junction tenia 2.618 habitants, 1.028 habitatges, i 699 famílies. La densitat de població era de 441,4 habitants/km².
Dels 1.028 habitatges en un 35,4% hi vivien nens de menys de 18 anys, en un 52,3% hi vivien parelles casades, en un 12,1% dones solteres, i en un 32% no eren unitats familiars. En el 29,6% dels habitatges hi vivien persones soles el 16,9% de les quals corresponia a persones de 65 anys o més que vivien soles. El nombre mitjà de persones vivint en cada habitatge era de 2,5 i el nombre mitjà de persones que vivien en cada família era de 3,11.
Per edats la població es repartia de la següent manera: un 28,2% tenia menys de 18 anys, un 7,3% entre 18 i 24, un 24,4% entre 25 i 44, un 22% de 45 a 60 i un 18,1% 65 anys o més.
L'edat mediana era de 38 anys. Per cada 100 dones de 18 o més anys hi havia 82,4 homes.
La renda mediana per habitatge era de 25.833 $ i la renda mediana per família de 30.865 $. Els homes tenien una renda mediana de 24.096 $ mentre que les dones 18.750 $. La renda per capita de la població era de 14.971 $. Aproximadament el 16,4% de les famílies i el 21,7% de la població estaven per davall del llindar de pobresa.

## Poblacions més properes
El següent diagrama mostra les poblacions més properes.